# Логан (гора)
Ло́ган (англ. Logan) — высочайшая вершина Канады (5956 метров над уровнем моря) и вторая по высоте вершина Северной Америки после горы Денали. Находится на территории Национального парка Клуэйн на юго-западе территории Юкон, менее чем в 40 километрах к востоку от границы с Аляской, в горном хребте Святого Ильи. Вершина Логан является одной из самых высоких гор в мире по относительной высоте, занимая шестое место после Эвереста, Аконкагуа, Денали, Килиманджаро и Кристобаль-Колона.
Первое восхождение на вершину было совершено 23 июня 1925 года группой альпинистов, в которую входили Альберт Маккарти, Уильям Фостер, Энди Тэйлор, Норман Рид, Аллен Карп и Фредерик Лабмерт. В мае 2010 года двое японских альпинистов Ясуcи Окада и Кацутака Йокояма совершили восхождение по ранее непройденной юго-восточной стене вершины Логан, которое в 2011 году было отмечено самой престижной наградой в альпинистском мире — Золотым ледорубом.

## Этимология

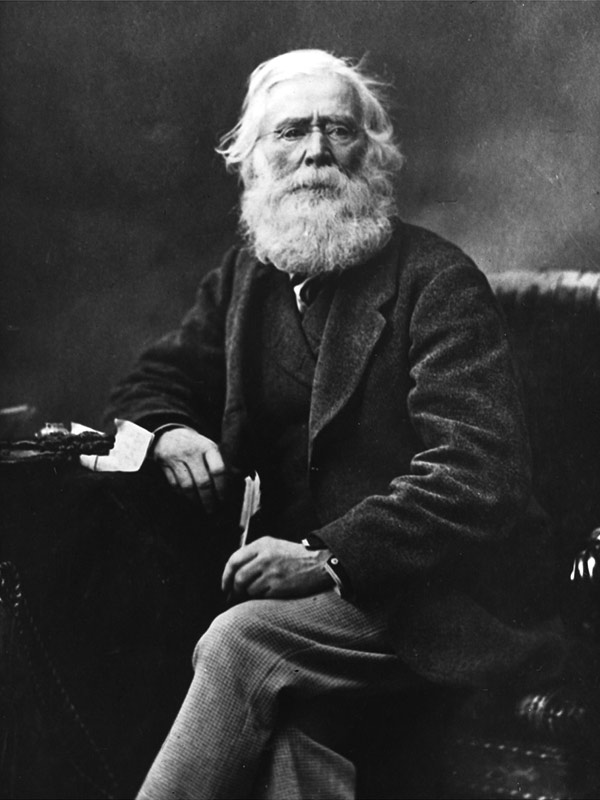
Сэр Вильям Эдмонд Логан

В 1890 году Израэль Расселл — геолог и исследователь Аляски из Геологической службы США, первым описавший хребет Святого Ильи, — дал вершине название в честь сэра Уильяма Эдмонда Логана (англ. William Edmond Logan) — канадского геолога, исследователя Канады и основателя Геологической службы Канады.
В 2000 году премьер-министр Канады Жан Кретьен предложил переименовать вершину в Трюдо (фр. Trudeau) в честь недавно скончавшегося канадского политика, бывшего премьер-министра Пьера Эллиота Трюдо. Предложение было негативно воспринято общественностью, и, в итоге, вершина Логан сохранила оригинальное название.

## Физико-географическая характеристика

3D-модель массива Логан

### Общие сведения
Гора Логан находится на территории Национального парка Клуэйн на юго-западе территории Юкон и входит в состав Гор Святого Ильи. Вершина Логан высотой 5956 метров над уровнем моря является высочайшей точкой Канады и второй по высоте вершиной Северной Америки после горы Денали. Расстояние от вершины Логан до Аляскинского залива составляет около 100 километров на юг, до границы с Аляской — менее 40 километров на запад.
Массив горы Логан считается одним из самых больших в мире. Охват основания горы превышает 100 километров. На высоте 5000 метров находится большое плато протяжённостью более 20 километров.
Несколько миллионов лет назад во время ледникового периода массив Логан начал покрываться слоем снега и льда, который ещё больше увеличился во время ледникового периода в плейстоцене и сохранился поныне. Верхняя часть Логана практически полностью покрыта массивным ледовым покровом, достигающим толщины 300 метров в отдельных частях. Скальные выходы в основном наблюдаются только вблизи второстепенных и главного пиков массива. По оценкам учёных, нижние слои ледового покрова могут иметь возраст в несколько сотен тысяч лет, так как температура на горе мало изменилась с течением времени. 
На склонах вершины Логан берут начало несколько ледников, самыми крупными из которых являются ледник Хаббард протяжённостью 122 километра, стекающий с восточного гребня вершины и упирающийся в залив Якутат и залив Разочарования на территории штата Аляска, и ледник Логан протяжённостью 85 километров, берущий начало на северном склоне Логана и стекающий в северо-западном направлении, образуя верховья реки Читина.
Вершина Логан находится на водоразделе водосборных бассейнов, питающих реку Коппер, которая впадает в Тихий океан, и ледник Маласпина, также стекающий в Тихий океан.

### Высота вершины
До 1992 года точная высота вершины была неизвестна. Первое измерение высоты вершины было проведено в 1913 году исследователями из Международной пограничной комиссии. Методом триангуляции они определили приблизительную высоту вершины равной 6050 метров над уровнем моря. В 1949 году Вальтер Вуд уточнил высоту вершины, и новое значение составило 5964 метра. Во время проведения проекта Логан исследователь Холдсуорт провёл топографическое исследование, в процессе которого определил новую высоту вершины — 5945 метров. В мае-июне 1992 года Канадское географическое сообщество совместно с Канадской Геодезической службой и учреждением «Парки Канады» организовали экспедицию, во время которой было зафиксировано текущее значение высоты вершины, равное 5956 метров надо уровнем моря.
Относительная высота вершины Логан составляет 5247 метров, родительской горой по отношению к Логан считается Денали. Минимальная высота между вершинами достигается на перевале Ментаста на Аляске (709 метров над уровнем моря). Вершина Логан является одной из самых высоких гор в мире по относительной высоте, занимая шестое место после Эвереста, Аконкагуа, Денали, Килиманджаро и Кристобаль-Колона.

### Вершины массива
Помимо основной вершины, в массиве Логан сосредоточено несколько второстепенных пиков высотой более 5000 метров над уровнем моря. Все они имеют относительную высоту менее 400 метров. При этом из 12 самых высоких гор Канады 11 относятся к массиву Логан (основная вершина и десять второстепенных). Из вершин, не входящих в массив Логан, только гора Святого Ильи входит в этот список.
| Название вершины                 | Абсолютная высота | Относительная высота | Координаты                       |
| -------------------------------- | ----------------- | -------------------- | -------------------------------- |
| Основная вершина (Логан)         | 5956 м            | 5247 м               | 60°34′02″ с. ш. 140°26′07″ з. д. |
| Филлип-Пик Phillipe peak         | 5920 м            | 240 м                | 60°34′45″ с. ш. 140°24′20″ з. д. |
| Ист-Пик East Peak                | 5898 м            | 178 м                | 60°34′32″ с. ш. 140°22′04″ з. д. |
| Хьюстонс-Пик Houstons Peak       | 5720 м            | 40 м                 | 60°35′05″ с. ш. 140°27′24″ з. д. |
| Проспекторс-Пик Prospectors Peak | 5644 м            | 324 м                | 60°35′59″ с. ш. 140°30′43″ з. д. |
| АЙНА-Пик AINA Peak               | 5600 м            | 80 м                 | 60°36′32″ с. ш. 140°31′51″ з. д. |
| Расселл-Пик Russell Peak         | 5560 м            | 40 м                 | 60°35′33″ с. ш. 140°29′12″ з. д. |
| Тюдор-Пик Tudor Peak             | 5520 м            | 160 м                | 60°36′59″ с. ш. 140°29′40″ з. д. |
| Саксон-Пик Saxon Peak            | 5520 м            | 60 м                 | 60°37′14″ с. ш. 140°28′01″ з. д. |
| Куин-Пик Queen Peak              | 5380 м            | 140 м                | 60°36′35″ с. ш. 140°35′19″ з. д. |
| Капет-Пик Capet Peak             | 5250 м            | 210 м                | 60°38′15″ с. ш. 140°32′44″ з. д. |

### Геология
Горы Святого Ильи в целом и вершина Логан в частности находятся на стыке двух литосферных плит: Тихоокеанской и Северо-Американской. Процесс горообразования в этом регионе, обусловленный сближением плит, продолжался с перерывами на протяжении около 600 млн лет, и последние 160 млн лет идёт непрерывно.
По геологическим меркам Логан является достаточно молодой вершиной. Современный вид горы Логан начал формироваться около 153 млн лет назад из вулканических и осадочных горных пород, однако скальный массив вышел на поверхность не позднее 20 млн лет назад. До этого времени регион представлял собой область невысоких холмов. Непосредственно скальный массив Логан является верхней частью большого батолита, который всё ещё растёт. Одной из целей экспедиции 1992 года, помимо определения высоты вершины, было также изучение скорости роста горы. Для этого в различных точках на горе были установлены маркеры, по которым в будущем будет измеряться этот показатель.
В состав массива Логан входит около 20 % кварца, 65 % белого и розового полевого шпата и 15 % коричневой биотитовой слюды. Геологи называют такой состав кварцевым диоритом.

### Климат
Климатические условия на Логане во многом обусловлены близостью залива Аляска. Преобладающие области низкого атмосферного давления над заливом порождают сильный влажный западный ветер с Тихого океана, дующий в сторону побережья и хребта Святого Ильи. Поднимаясь на высоту 2000 м и выше, воздушные массы охлаждаются и выпадают в виде дождя и снега. Ближе к вершине (на плато на высоте около 5000 м) скорость ветра может достигать 30 км/ч в летнее время и превышать 100 км/ч зимой. Годовая норма осадков зависит от высоты, достигая максимального уровня до 4 м снега на высоте 3000-4000 м над уровнем моря. На высоте 5000 м годовая норма осадков не превышает 0,5 м снега.
Среднегодовая температура на высоте 5000 м меняется от −2° C летом до −45° C зимой при среднегодовой температуре −27° C. Таяние снега и льда на этой высоте происходит редко. Абсолютный минимальный рекорд температуры на горе был зафиксирован 26 мая 1991 года (-77,5° C), что является самой низкой зафиксированной температурой за пределами Антарктики. Однако это не стало температурным рекордом, так как данная температура была зафиксирована на очень большой высоте.

## Восхождения на вершину

### История восхождений

#### Первое восхождение
В 1922 году профессор Артур Коулман из Торонтского университета предложил Альпийскому клубу Канады организовать восхождение на непокорённую до этого высочайшую вершину Канады. Осенью 1923 года на собрании Альпийского клуба в Ванкувере было принято положительное решение об организации экспедиции, а также были отобраны члены группы. Руководителем экспедиции стал канадский альпинист из Британской Колумбии Альберт Маккарти. В группу также вошли канадцы Уильям Фостер и Фредерик Ламберт и американцы Энди Тэйлор, Норман Рид, Аллен Карп, Роберт Морган и Генри Холл-младший.
1923 и 1924 годы прошли в поисках оптимального маршрута до подножия горы. Инфраструктура в то время в этой части Канады была слабо развита. Летом 1924 года Маккарти предпринял 45-дневную разведывательную экспедицию, которой удалось достигнуть подножия ледника Читина. В итоге Маккарти выбрал маршрут через небольшой шахтёрский посёлок Мак-Карти на Аляске как наиболее изученный на тот момент.
После исследования подступов к вершине Маккарти пришёл к выводу, что для успеха экспедиции необходимо часть снаряжения доставить к подножию горы заранее, и предложил сделать это зимой 1925 года. Подготовка началась в феврале и продлилась два месяца, в течение которых Маккарти, Тэйлор и четверо помощников на двух конных и трёх собачьих упряжках успешно доставили 4 тонны снаряжения практически к месту установки базового лагеря. После возвращения и двухнедельного отдыха Маккарти встретился с командой и отправился в основной этап экспедиции.
2 мая 1925 года группа отплыла из Сиэтла в Кордову. 12 мая группа прибыла в Мак-Карти, откуда началась пешая часть маршрута. Преодолев за 5 дней 140 км, экспедиция добралась до подножия ледника Читина. Оставив мулов и лошадей, они продолжили путь через ледник по направлению к подножию вершины, до которой им предстояло пройти ещё около 70—80 км.
Путь через ледник и далее наверх по горному массиву осложнялся большим количеством снаряжения и провианта, которые им приходилось переносить в несколько этапов, а также плохой погодой. 25 мая они поднялись на высоту 2377 м к подножию ледника Огилви, 6 июня группа вышла на высоту 3110 м, подойдя к перевалу Кинг. 16 июня, после долгих поисков безопасного пути, группа успешно вышла на высоту 5090 м на плато, ведущее к вершине. 22 июня группа установила штурмовой лагерь на плато, и на следующий день, 23 июня, несмотря на сильный ветер и плохую видимость, шестеро альпинистов вышли на восхождение. В 16 часов они достигли предполагаемой вершины, однако она оказалась второстепенной, с которой они увидели главную вершину. До неё оставалось ещё около двух миль. В 20 часов группа в полном составе (Альберт Маккарти, Уильям Фостер, Энди Тэйлор, Норман Рид, Аллен Карп, Фредерик Ламберт) успешно достигла главной вершины.
Так как в тот же день они не успели спуститься в штурмовой лагерь, то им пришлось провести ночь в снежной пещере. На следующий день они продолжили спуск, но он осложнялся многими факторами: Ламберт был в плохом состоянии, видимость и погода не улучшились, а во время спуска связка Маккарти остановилась для починки рюкзака, и в итоге две группы разделились. На поиски друг друга было потрачено много времени. Несмотря ни на что, вечером следующего дня, 24 июня, они успешно достигли штурмового лагеря, проведя в общей сложности 42 часа на маршруте. 25 июня был потрачен на отдых. 26 июня группа продолжила спуск и достигла перевала Кинг в час ночи 27 июня. Окончательно группа вернулась в Мак-Карти 15 июля. Вся экспедиция, начиная от выхода группы из Мак-Карти и возвращения, заняла 65 дней. Протяжённость маршрута составила 440 км.
Следующее восхождение на вершину Логан состоялось спустя 25 лет — в 1950 году ветеран первой группы Норман Рид (которому на тот момент было уже 60 лет) и швейцарский альпинист Андре Рох совершили восхождение по маршруту первопроходцев. В этом же году на вершину поднялась ещё одна группа альпинистов по тому же маршруту.

#### Восхождения по другим маршрутам

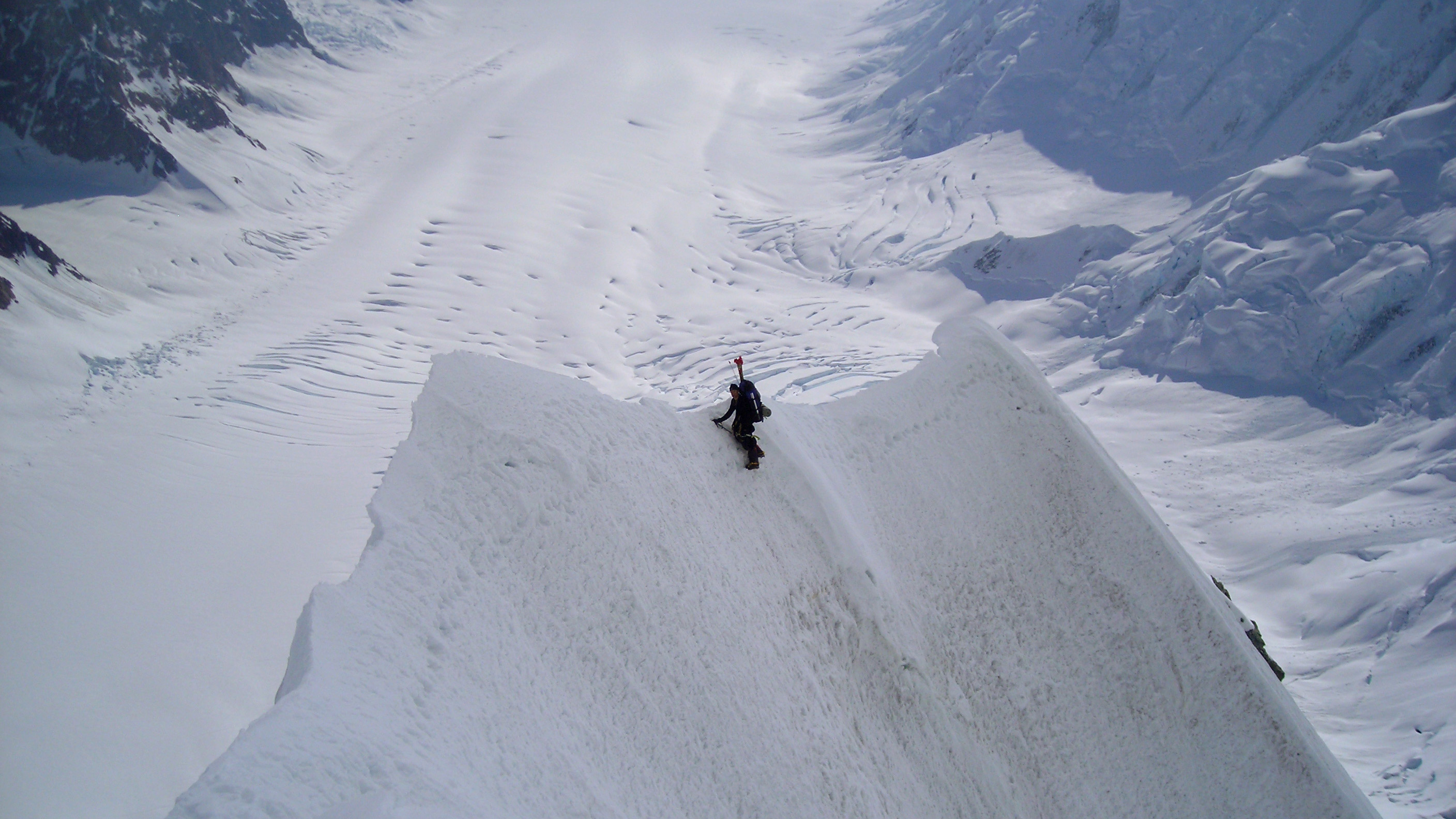
Альпинист на восточном гребне вершины Логан

19 июля 1957 года Дон Монк и Джил Робертс совершили первое восхождение на вершину по восточному гребню. В середине августа 1965 года Дик Лонг, Ален Стек, Джон Эванс, Франклин Коль и Поль Бекон совершили первое восхождение по маршруту Хаммингбёрд (южный гребень, англ. Hummingbird). Маршрут Ворблё (южная стена) был впервые пройден в 1977 году канадцами Дэйвом Джонсом, Франком Бауманном, Фредом Тиссьеном, Джэем Пэйджем и швейцарцем Рене Бучером. 19 июня 1979 года, после 22 дней восхождения, Майкл Даун, Пол Киндри, Джон Хоув и Джон Виттмайер поднялись на вершину по северо-западному гребню. В этом же году, 30 июня и 1 июля был пройден северо-северо-западный гребень (Раймонд Йоттеранд, Алан Бургесс, Джим Элзинга и Джон Лафлан).
В 2010 году двое японских альпинистов, — Ясуcи Окада (яп. 岡田康) и Кацутака Йокояма (яп. 横山勝丘), совершили восхождение в альпийском стиле по ранее непройденной юго-восточной стене, являющейся одной из самых сложных стен Северной Америки. Восхождение по стене заняло 3 дня (4—7 мая), в течение которых они прошли 2500-метровую стену (категория сложности TD+) и вышли к восточной вершине. В базовый лагерь двойка спустилась 8 мая по восточному гребню, пройдя за один день маршрут протяжённостью в 30 км. Перед восхождением они потратили 8 дней на акклиматизацию, в ходе которой стало понятно, что спуск по пути подъёма невозможен. Окада и Йокояма назвали пройденный ими маршрут I-TO. За это восхождение в 2011 году они были награждены высшей наградой среди альпинистов — Золотым ледорубом.

### Маршруты восхождений
Для организации восхождения на вершину Логан необходимо получить разрешение («пермит») у администрации национального парка Клуэйн. Экспедиции должны состоять не менее, чем из четырёх альпинистов, и предоставить полный план восхождения, включая маршрут, список снаряжения, как персонального, так и группового, и меню. Как правило, заявка на восхождение должна быть направлена не менее, чем за 90 дней до начала экспедиции. Сезон восхождений на горе короткий — с конца апреля по начало июля. Большинство экспедиций предпочитает добираться до горы на самолётах, приспособленных для посадки на леднике, либо на вертолётах. В таком случае, к пермиту на восхождение необходимо также получать разрешение на посадку авиатранспорта на территории национального парка Клуэйн.
Классический маршрут восхождения повторяет маршрут первовосходителей и берёт начало на леднике Квинтино Селлы на высоте 2700 м, откуда экспедиции перемещаются в базовый лагерь Кинг-Тренч на высоте 3380 м. Восхождение на Логан не является технически сложным, но ввиду тяжёлых погодных условий, достаточно серьёзной высоты, короткого сезона и тяжёлой логистики считается достаточно трудным физически. Однако этот маршрут является самым простым, его выбирают 70 % альпинистов. Полноценное восхождение занимает около трёх недель и требует установки шести промежуточных лагерей.
Второй по популярности маршрут, который выбирает около 20 % альпинистов, пролегает по восточному ребру и начинается с ледника Хаббарда на высоте 2000 м на расстоянии 8 км от места установки базового лагеря (2400 м над уровнем моря). Технически восхождение немного сложнее, чем восхождение по классическому маршруту, и включает в себя короткие участки с наклоном до 70°. Как правило, восхождение по восточному гребню также занимает около трёх недель.

## «Проект Логан»
В 1966 году Институтом Арктики Северной Америки (англ. Arctic Institute of North America, сокр. AINA) был инициирован проект по проведению физиологических исследований в условиях высокогорья. В качестве возможных мест для установки лаборатории рассматривалась горная система Святого Ильи и гора Логан в частности. Пилот Фил Аптон и альпинист Барри Бишоп отправились на разведку на плато Логана. По итогам разведки плато было признано подходящим местом для установки лаборатории: здесь можно было посадить самолёт, плато было достаточно пологим и без трещин.
В июле 1967 года группа из восьми человек (альпинисты, учёные и солдаты армий США и Канады) под руководством Бишопа вышла на восхождение на плато. В процессе восхождения состояние двух членов группы ухудшилось, и они были вынуждены спуститься вниз под присмотром опытного альпиниста. Остальные участники экспедиции успешно достигли плато, где начали установку деревянной лаборатории размером 6 на 9 м на высоте 5311 м. Строительные материалы доставлялись на самолёте (при этом был установлен мировой рекорд по самой высокогорной посадке и взлёту самолёта). Однако ухудшившиеся погодные условия не позволили им завершить работу. Отметив место установки лаборатории флагом, они спустились на самолёте вниз. 
В июне следующего года группа из четырёх человек повторно совершила восхождение на плато для продолжения установки лаборатории. Прошлогодние постройки были полностью засыпаны снегом, и их местоположение удалось определить только с помощью анализа фотографий. Лаборатория была успешно установлена на высоте 5311 м и стала самой высокогорной лабораторией на тот момент. В исследованиях принимали участие военные волонтёры. Для проведения исследований доктор Уолтер Вуд пригласил в программу доктора медицинских наук, основоположника «высотной» медицины Чарльза Хьюстона. Основным направлением исследований Хьюстона в рамках проекта стали причины впервые выявленного им высотного кровоизлияния в сетчатку, горной болезни и отёка лёгких. Кроме того, в рамках проекта проводились гляциологические, топографические и метеорологические исследования, в частности, была уточнена высота горы до 5645 м. 
«Проект Логан» продолжался более 10 лет и завершился в 1979 году. Через год после завершения проекта вышла первая часть работы Хьюстона по исследованию высотной физиологии «Going Higher: The Story of Man and Altitude» (Поднимаясь вверх: история человечества и высоты).

## Гора Логан в искусстве
В 2015 году в рамках многолетнего документального проекта True Wild: A Legacy for the National Parks канадского художника и режиссёра Кори Трепанье вышла первая серия длительностью 85 минут True Wild: Kluane, в которой рассказывается о национальном парке Клуэйн в целом и горе Логан в частности.